# Gerben Sonderman

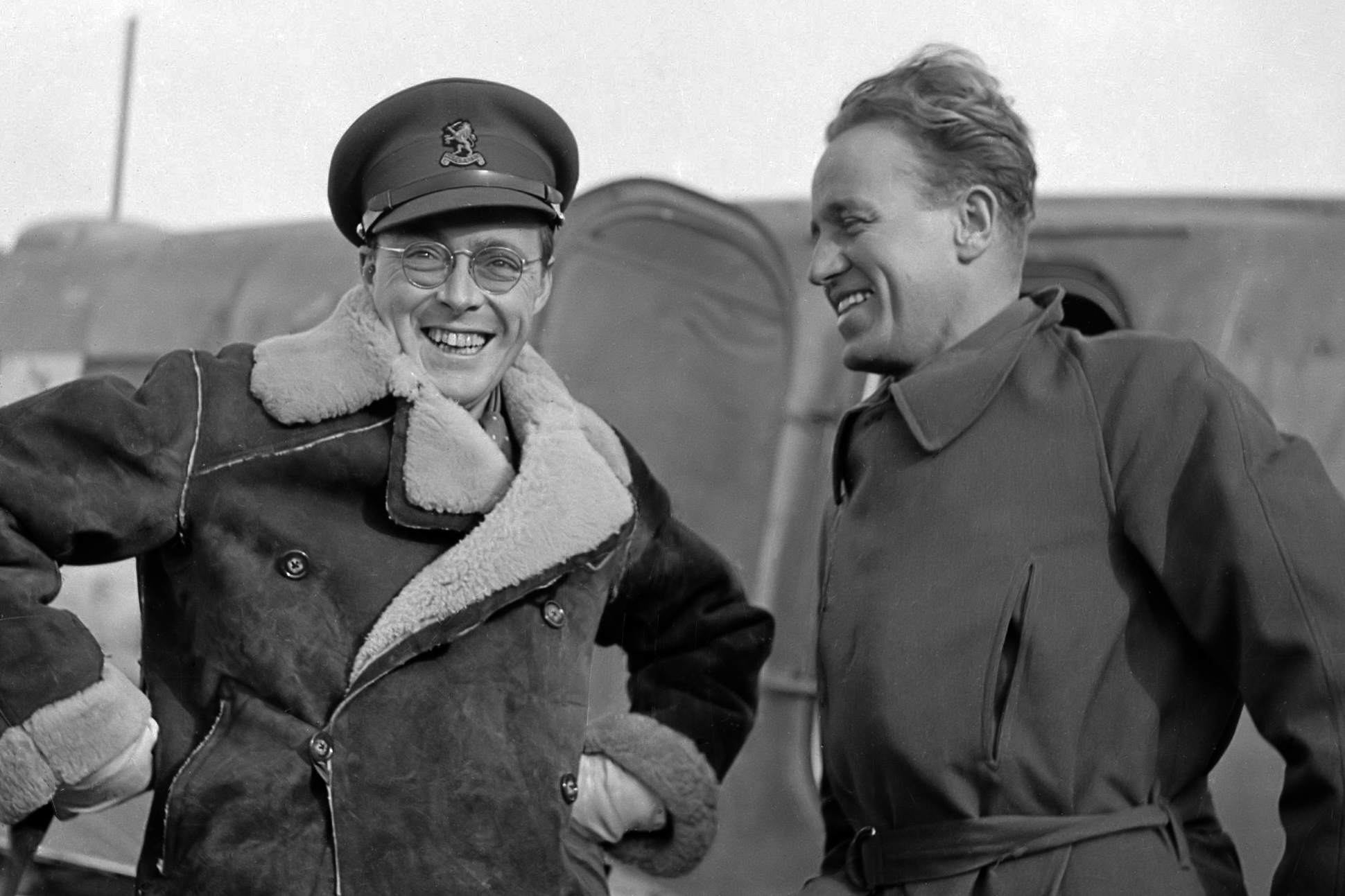
Prins Bernhard en Gerben Sonderman (r.)

Gerben Sonderman (Drachten, 29 december 1908 — Hagerstown, Maryland, Verenigde Staten, 20 oktober 1955) was een Nederlandse vlieger. Hij was testpiloot bij Fokker en goed bevriend met Prins Bernhard.
Sonderman werd geboren als zoon van de directeur van de plaatselijke gasfabriek. Hij werd opgeleid tot militair vlieger op de militaire luchtvaartschool van de Luchtvaartafdeeling te Soesterberg. Vanaf 1938 werkte hij bij Fokker als testpiloot. In 1940 werd hij gemobiliseerd en op vliegveld Waalhaven te Rotterdam geplaatst. Tijdens de Duitse inval in mei van dat jaar haalde hij als vlieger bij het Wapen der Militaire Luchtvaart met een Fokker G.I jachtkruiser drie vliegtuigen van de Duitse Luftwaffe neer. Hij werd enige tijd door de Duitsers geïnterneerd en voegde zich hierna bij het verzet. In 1942 dook hij korte tijd onder bij de in Nederland woonachtige Duitse bankier en kunsthandelaar Alois Miedl, met wie hij al voor de oorlog bevriend was geraakt. Sonderman werd vervolgens rechterhand van jhr. Pieter Jacob Six (1894-1986), de chef staf van de Ordedienst (OD).

## Een radioverbinding met Londen
In juli 1943 kwam Sonderman in contact met de agent Garrelt van Borssum Buisman, de organisator en de leider van de Zendgroep Barbara. Van Borssum Buisman was door het Bureau Inlichtingen (BI) in Londen boven bezet Nederland geparachuteerd. Hij had van de Nederlandse regering in Londen opdracht gekregen om de contacten met de OD, die in de loop der tijd waren verwaterd, aan te halen en te verbeteren. Via de radiotelegrafisten van de Zendgroep Barbara kreeg Sonderman en de OD een directe radioverbinding met het BI en de Nederlandse regering in Londen.
Toen de Zendgroep Barbara en de OD, in februari 1944, door een golf van arrestaties werden getroffen ontfermde Sonderman zich over de overgebleven radiotelegrafisten. Hij regelde voor de radiotelegrafist Jan Hendrik Diesfeldt een onderduik- en seinadres in Amsterdam. In juli 1944 werd Frans Theodoor Dijckmeester door het BI boven bezet Nederland geparachuteerd. Dijckmeester had de regeringsopdracht om het werk van Van Borssum Buisman voort te zetten. Vanaf dat moment gingen Sonderman en Dijckmeester nauw met elkaar samenwerken. Tussen Sonderman en Dijckmeester ontstond vanaf september 1944 een samenwerking die vergelijkbaar was met de nauwe band die tussen Sonderman en Van Borssum Buisman was geweest. Hun goede samenwerking duurde tot aan de bevrijding van Nederland.

## De radiopost in de "Wolkenkrabber"
Sonderman hielp Dijckmeester aan een onderduik- en seinadres in Amsterdam. Op 10 september 1944 bracht Dijckmeester vanuit een leegstaand appartement, in de zogenaamde "Wolkenkrabber" in Amsterdam, met zijn zender een radiocontact tot stand met de operator van het BI. De operator zat in een verkenningsvliegtuig van de RAF dat boven Amsterdam cirkelde. Vanuit het appartement in de torenflat aan het Daniël Willinkplein was het vliegtuig soms hoog in de lucht te zien.
Toen Dijckmeester hulp van een radiotelegrafist van de OD kreeg werd in het appartement een zendpost ingericht. Vanaf dat moment werden er veertien dagen lang vanuit de torenflat een grote hoeveelheid achterstallige berichten verzonden. De kwaliteit van het zendcontact was uitstekend. Tijdens elke uitzending betrok Gerben Sonderman met zijn uitkijkploeg de wacht op straat. Op 25 september 1944 werd de radiozender bijna uitgepeild. De Duitsers deden een huiszoeking in een aangrenzend appartement. Dijckmeester verplaatste zijn radiopost naar het centrum van Amsterdam. Met de Sicherheitsdienst (SD) op de hielen verplaatste hij samen met Sonderman zijn radiopost naar Amsterdam-Zuid, Aalsmeer, Purmerend en Monnickendam.

## Bevrijdingsdag 1945
Sonderman en Dijckmeester vierden bevrijdingsdag op 5 mei 1945 op een speciale manier. Sonderman had de hele oorlog door een tweepersoons sportvliegtuigje in onderdelen op diverse plaatsen in Amsterdam-Noord bij de Fokkerfabrieken verborgen gehouden. Het vliegtuig was een "De Havilland DH.85 Leopard Moth". In april 1945 knutselde hij de machine in elkaar. Hij “organiseerde” bij de Duitsers brandstof. Hij gebruikte een verlaten autoweg naar Alkmaar als startbaan. Kort daarna cirkelde het sportvliegtuig boven een uitgelaten menigte in Amsterdam. Sonderman en Dijckmeester wuifden vanuit het vliegtuig naar de uitbundige mensen. Na enige tijd haperde er een motor. Sonderman moest zijn vlucht afbreken. Hij landde met zijn machine op een daarvoor geschikte plaats in de Haarlemmermeer. De noodlanding verliep zonder brokken, het vliegtuigje werd daarna voor de eerste naoorlogse luchtverbinding tussen Amsterdam en Eindhoven gebruikt.

## Na de Tweede Wereldoorlog
Na de Tweede Wereldoorlog ging Sonderman weer voor Fokker werken als testpiloot. Zo voerde hij op 18 december 1947 de eerste vlucht met een Fokker S.11 lesvliegtuig uit. Daarnaast was hij adjudant in buitengewone dienst van Koningin Juliana, en persoonlijk piloot van Prins Bernhard. Het tweetal reisde onder meer in 1951 naar Argentinië, waar de prins president Juan Perón bezocht.
Sonderman verongelukte bij Hagerstown in de Verenigde Staten tijdens een demonstratievlucht met een Fokker S.14 straaltrainer. Het regeringsvliegtuig Fokker F-27 PH-PBF, dat op 19 mei 1960 de DC-3 Dakota PH-PBA verving, werd "Gerben Sonderman" gedoopt.

## Onderscheidingen
- De Bronzen Leeuw, KB nr. 34 van 22 december 1951[2]
- Het Vliegerkruis, KB nr. 1 van 23 augustus 1948[3]
- Ere-Officier in de Orde van het Britse Rijk (Honorary Officer in the The Most Excellent Order of the British Empire) (GB), KB nr. 51 van 20 juli 1955
- Medal of Freedom met zilveren Palm (US), KB nr. 51 van 20 juli 1955
- Medaille van de Koning voor Moed tijdens het verdedigen van de Vrijheid (King’s Medal for Courage in the Cause of Freedom) (GB), KB nr. 51 van 20 juli 1955